# هيلديغارد هوارد
هيلديغارد هوارد (بالإنجليزية: Hildegarde Howard)‏ هي عالمة طيور أمريكية، ولدت في 3 أبريل 1901 في واشنطن العاصمة في الولايات المتحدة، وتوفيت في 28 فبراير 1998 في لاغونا هيلس في الولايات المتحدة.